# Ville Mattila
Herman Vilhelm „Ville” Mattila (ur. 9 marca 1903 w Haapavesi, zm. 11 lipca 1987 tamże) – fiński żołnierz i narciarz.
Wystąpił na Zimowych Igrzyskach Olimpijskich 1924 w Chamonix w patrolu wojskowym. Z drużyną zdobył srebrny medal. Na rozgrywanych cztery lata później igrzyskach w Sankt Moritz wystartował w biegu na 18 km, zajmując 10. miejsce.